# Kuruwa
 (août 2019).
Si vous disposez d'ouvrages ou d'articles de référence ou si vous connaissez des sites web de qualité traitant du thème abordé ici, merci de compléter l'article en donnant les références utiles à sa vérifiabilité et en les liant à la section « Notes et références ».
 (août 2019).
Le contenu est difficilement compréhensible vu les erreurs de traduction, qui sont peut-être dues à l'utilisation d'un logiciel de traduction automatique.
Kuruwa (曲輪, くるわ)  est un terme japonais qui désigne les murs d'un château japonais et les espaces (ou terre-pleins) délimités par la disposition de ces murs. Le terme peut également être écrit 郭, et le terme maru (丸) est également utilisé pour les châteaux construits après la période Edo. Le kuruwa sert de territoire défensif, offre de la place pour des installations supplémentaires au château et contient les quartiers résidentiels des soldats, ce qui en fait un élément important de tous les châteaux japonais. La plupart des châteaux construits au Moyen Âge contiennent de nombreux kuruwa de petite superficie, tandis que ceux construits pendant ou après le début de l'époque moderne contiennent souvent un nombre moins important de kuruwa de plus grande superficie. L'équivalent occidental est la motte castrale.

## Disposition
La forme et la structure du château étaient des facteurs importants pour déterminer le vainqueur d'un siège, et le plan du château, ou nawabari (縄張), a été fait de manière à donner un avantage énorme aux défenseurs. Les régions de kuruwa ont été planifiées après la décision du tracé de base des espaces du château. Les trois régions de base du kuruwa sont le hon-maru (本丸) qui est le noyau du château, le ni-no-maru (二の丸, lit. « deuxième cercle ») et le san-no-maru (三の丸, lit. « troisième cercle »), qui servent de zones auxiliaires.
Il y a trois styles principaux d'arrangement de kuruwa. 
Style Rinkaku (輪郭式, rinkaku-shiki)
Le ni-no-maru et le san-no-maru entourent le hon-maru au centre. Cet arrangement augmente la défense du château dans toutes les directions, mais entourer chaque kuruwa nécessite l'attribution d'une grande surface au terrain du château. Le château de Yamagata est un exemple de cet arrangement.
Style Renkaku (連郭式, renkaku-shiki)
Le hon-maru et le ni-no-maru sont disposés côte à côte. Cela provoque une augmentation de la profondeur du château, mais les côtés et l'arrière du hon-maru sont exposés, ce qui le rend plus vulnérable aux attaques sur des zones autres que la porte centrale. Le château de Matsuyama et le château de Morioka utilisent tous deux cette disposition.
Style Teikaku (梯郭式, teikaku-shiki)
Le hon-maru est placé à côté des limites du château et des kuruwa supplémentaires sont placés autour du hon-maru. Cet agencement convient aux châteaux construits le long de barrières naturelles telles que les marais, les rivières, les montagnes ou les falaises, car la barrière naturelle peut couvrir le côté exposé du hon-maru. Le château d'Okayama utilise ce type de plan.
De nombreux châteaux utilisent une combinaison des trois styles ci-dessus et peuvent entrer dans plusieurs catégories d'arrangement, tandis que d'autres châteaux peuvent ne pas être catégorisés du tout. Des zones plus petites appelées obikuruwa (帯曲輪) et koshikuruwa (腰曲輪) ont été placées autour du kuruwa central dans certains cas. demaru (出丸) fait référence à un kuruwa placé indépendamment du kuruwa central, et umadashi (馬出) désigne un kuruwa placé spécifiquement pour protéger une entrée importante. Voir ci-dessous pour plus de termes connexes.

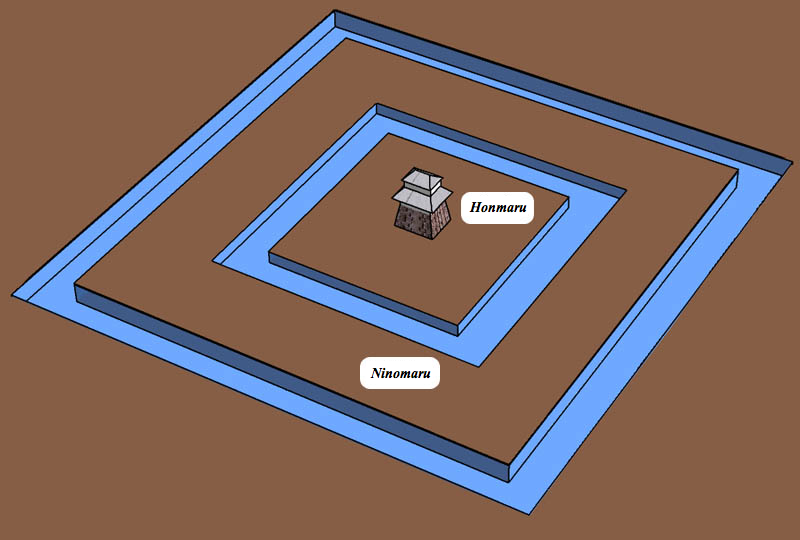
Style Rinkaku.
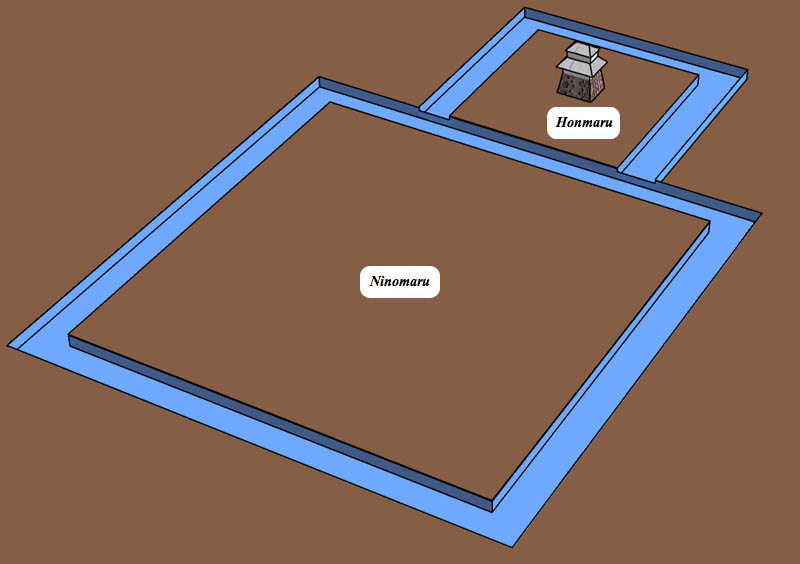
Style Renkaku.
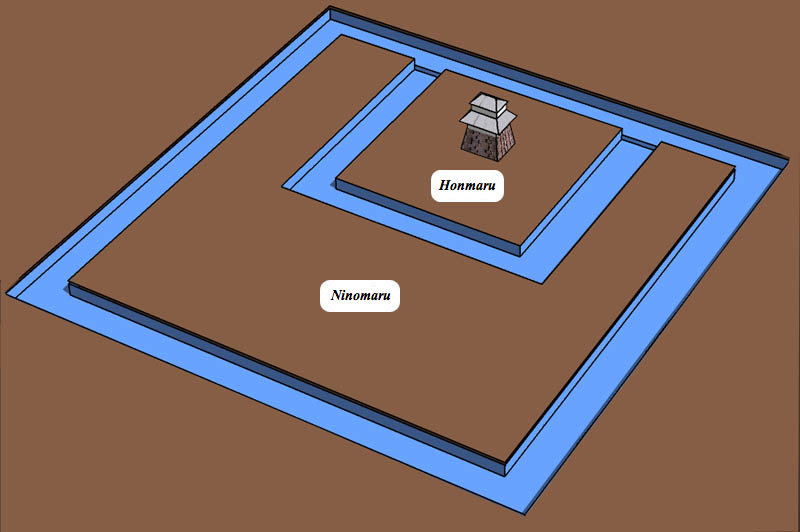
Style Teikaku.

## Termes connexes

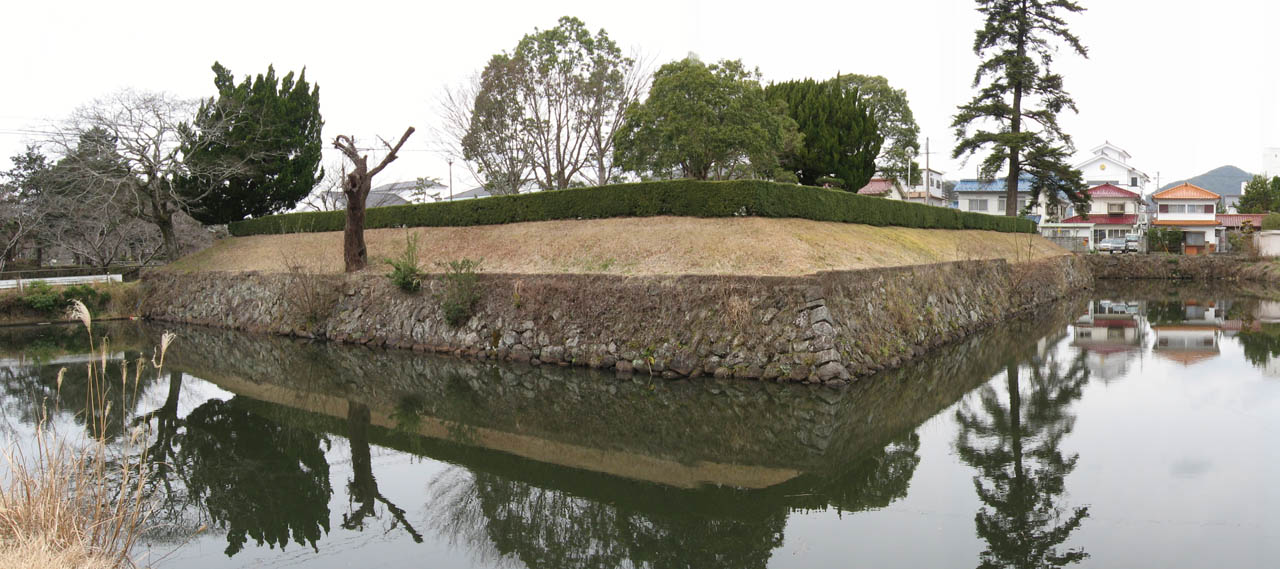
Restes d'un kuruwa umadashi à l' extérieur de la porte est du château de Sasayama.

La plupart des termes prennent la forme -kuruwa ou -maru, mais des termes spécifiques peuvent différer selon la région ou la période. Les châteaux qui utilisent le nom -maru ont été construits au début de la période moderne. De nombreux châteaux contiennent des kuruwa, nommés d'après des personnes ou des lieux particuliers.
Hon-maru
Le hon-maru est la région centrale du château et sert de logement au maître du château et constitue la dernière ligne de défense du château. De nombreux autres noms, y compris ichi no kuruwa, ichi-no-maru ou honkuruwa, peuvent également y être attachés. Le kuruwa peut abriter une structure centrale luxueuse à partir de laquelle le seigneur du château supervise les activités à l'intérieur du château, ou ces affaires peuvent être menées à partir des murs extérieurs, de sorte que le hon-maru puisse être utilisé comme structure compacte et centrale servant de ligne de défense pendant un siège.
Tenshumaru
Le tenshumaru est un kuruwa plus petit souvent situé dans le hon-maru qui abrite le tenshu (donjon), la pièce maîtresse de tous les châteaux japonais de la période post-époque Sengoku. Seuls douze tenshu sont restés intacts. Le donjon du château de Kōchi est un de ceux-là.
Ninomaru et sannomaru
Également appelées ninokuruwa ou sannokuruwa, ces zones servent de couche extérieure au hon-maru et peuvent varier en forme et en taille. Les plus vastes peuvent également abriter de grands espaces de vie similaires aux structures du hon-maru lui-même.
Nishinomaru
Nishinomaru (littéralement « cercle occidental ») est utilisé comme la retraite du seigneur du château. Le terme a été inventé après Tokugawa Ieyasu, qui vivait dans la partie est du château d'Edo après s'être retiré de son poste de souverain. Des nishinomaru sont également présents dans les châteaux de Himeji et d'Okayama.
Obikuruwa et koshikuruwa
Ces termes font référence à un espace étroit créé par des murs pour entourer un autre kuruwa. Ils permettaient aux défenseurs de mieux prévenir la violation d'un secteur important du château et ont été doublés dans les plus grands châteaux.
Sōkuruwa
Ce terme fait référence à un kuruwa créé en entourant la ville-château (jōkamachi) avec un grand fossé, une fortification en terre ou un mur de pierre. C'est le kuruwa le plus grand et le plus extérieur de tous les châteaux.
Demaru
Le demaru est un kuruwa séparé placé pour renforcer un endroit ou une structure vulnérable dans le château. Le Buke shohatto limita la construction des murs des châteaux, ce qui a conduit à la création de grands « jardins de daimyo » à la place du demaru.
Umadashi
L'umadashi est un petit kuruwa placé devant l'entrée du château. En plus de rendre difficile l'entrée de l'ennemi dans l'enceinte du château, il permet aux défenseurs de repousser l'ennemi avec des projectiles. Il peut également servir de caserne à de petits groupes de soldats. Ce kuruwa peut être constitué de n’importe quel type de mur, d’une fortification de terre battue à de grands murs solides, comme on le voit dans les châteaux de Nagoya, Sasayama et Hiroshima.
Mizunote Kuruwa
Ce terme réfère à tout kuruwa contenant les réserves d'eau du château.